# Notoficula otagoensis
Notoficula otagoensis is een slakkensoort uit de familie van de Eratoidae. De wetenschappelijke naam van de soort is voor het eerst geldig gepubliceerd in 1962 door Dell.